# Schlacht bei Sliwitz

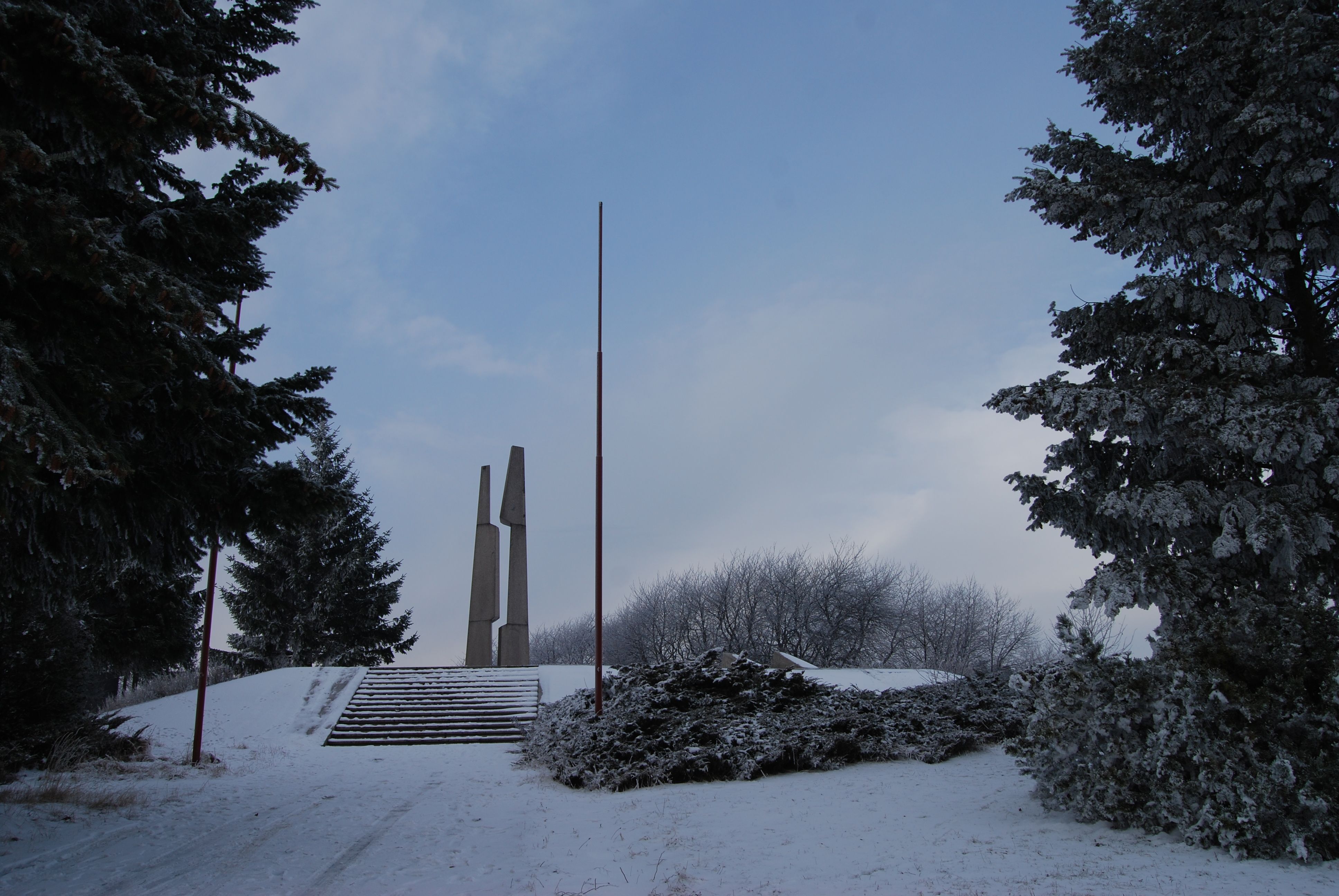
Denkmal bei Milín

Die Schlacht bei Sliwitz war die letzte große Schlacht im Bereich des Protektorates Böhmen und Mähren und die letzte Schlacht des Zweiten Weltkrieges auf mitteleuropäischem Boden. Die Schlacht fand östlich der Siedlung Slivice, einem Ortsteil der Gemeinde Milín, im Okres Příbram in der mittelböhmischen Region Středočeský kraj statt. Am 11. und 12. Mai 1945 verteidigten sich deutsche Truppen aus Verbänden der Wehrmacht und der Waffen-SS gegen lokale Partisanen und die Rote Armee und versuchten, sich den nahe gelegenen amerikanischen Truppen zu ergeben. Die Deutschen kapitulierten schließlich in den frühen Morgenstunden des 12. Mai. Ungefähr 6000 Soldaten wurden von den sowjetischen Truppen gefangen genommen. Viele deutsche Soldaten und Zivilisten versuchten, sich in den Wäldern des Truppenübungsplatzes Kammwald zu verstecken. Im Laufe des Mai 1945 unternahmen hier tschechische Revolutionsgarden Säuberungsaktionen, um die Versteckten aufzuspüren. Fast alle Aufgefundenen wurden exekutiert. Die genaue Anzahl der Opfer ist unbekannt.

## Hintergrund

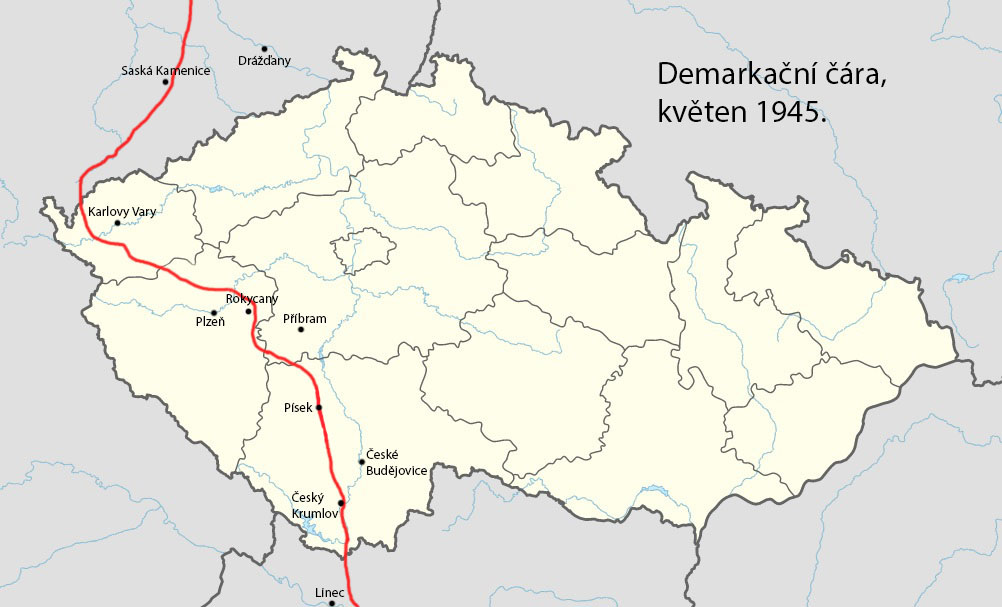
Demarkationslinie zwischen Roter Armee und US-Armee im Mai 1945

Am 7. Mai 1945 wurde allen deutschen Streitkräften befohlen, in ihren Stellungen zu bleiben und sich zu ergeben. Feldmarschall Ferdinand Schörner, der in Böhmen stationierte Befehlshaber der Heeresgruppenzentrale, befahl seinen Einheiten, nach Westen vorzustoßen, um sich den amerikanischen Streitkräften zu ergeben. Die Einheiten erreichten die vereinbarte Demarkationslinie in Westböhmen und hielten dort an. Da die Sowjetarmee noch Tage von der Demarkationslinie entfernt war, versuchten die Partisanen meist erfolglos, die Deutschen zu stoppen, die mit Repressalien gegen die lokale Bevölkerung reagierten. Bei mehreren Gelegenheiten stritten sich Einheiten der Russischen Befreiungsarmee (auch Wlassow-Armee) – die ebenfalls versuchten, die Amerikaner zu erreichen – mit den Deutschen.
Am 9. Mai 1945 erreichte eine große Anzahl deutscher Truppen das Gebiet zwischen den Dörfern Milín, Slivice und Čimelice in der Nähe der Demarkationslinie. Unter ihnen befanden sich Teile der Kampfgruppe Wallenstein. Die Formation wurde vom SS-Gruppenführer Carl Friedrich von Pückler-Burghauss kommandiert. Die Soldaten wurden von flüchtenden deutschen Zivilisten begleitet. Pückler-Burghauss ordnete die Errichtung von Verteidigungslinien an, da die Straße in Richtung der Amerikaner durch örtliche Widerstandseinheiten blockiert war. Nach dem 8. Mai 1945 wiesen die Amerikaner jedoch alle Soldaten, die versuchten, sich ihnen zu ergeben, an die sowjetische Seite zurück.

## Schlacht
Am 11. Mai 1945 versuchten Partisanengruppen unter der Führung des sowjetischen Offiziers Jewgeni Antonowitsch Olesenski, der mit dem Fallschirm dort abgesetzt worden war, die Stellungen der Deutschen zu stürmen, wurden jedoch zurückgetrieben. An diesem Nachmittag trafen Einheiten der Roten Armee ein und griffen die deutschen Stellungen an.
Der Angriff begann mit einem schweren Artillerie- und Raketenbeschuss. Die sowjetische Bombardierung wurde von der 4. Panzerdivision des XII. Korps der 3. US-Armee unterstützt. Später griffen Truppen der 1., 2. und 4. ukrainischen Front die deutschen Stellungen an. In der Nacht brach die Verteidigung zusammen; Pückler-Burghauss unterzeichnete gegen 03:00 Uhr am 12. Mai 1945 in der Mühle in Rakowitz die Kapitulation, die dann von amerikanischen und sowjetischen Vertretern gegengezeichnet wurde. Etwa 6000 Soldaten wurden gefangen genommen und dabei eine große Anzahl von Fahrzeugen erbeutet. Nach der Schlacht begannen tschechische Partisanen, Operationen in den Wäldern durchzuführen, um deutsche Soldaten und Zivilisten zu fangen, die in die Wälder geflohen waren.

## Gedenken
1970 wurde in Slivice ein von Václav Hilský entworfenes Denkmal für die Schlacht enthüllt. Tschechische Militärgeschichtsvereine, das Museum in Příbram und die Armee der Tschechischen Republik organisieren seit 2001 Nachstellungen der Schlacht. In der Nähe der Villa (auf der anderen Straßenseite) in Rakovice, wo Pückler-Burghauss Selbstmord begangen hat, befindet sich ein weiteres Denkmal mit der Inschrift: „An dieser Stelle stoppte die amerikanische Armee am 9. Mai 1945 den Rückzug der deutschen Armee. In Anwesenheit amerikanischer, sowjetischer und deutscher Militärvertreter wurde hier am 12. Mai 1945 die letzte militärische Kapitulation des Zweiten Weltkriegs in Europa unterzeichnet.“